# Ayesha Harris
Ayesha Harris är en amerikansk skådespelare.
Harris har bland annat medverkat i TV-serierna Daisy Jones & The Six och Glamorous från 2023. Hon har även medverkat i filmen Tell It Like a Woman från 2022.

## Filmografi (i urval)
- 2022 – Tell It Like a Woman
- 2023 – Daisy Jones & The Six (TV-serie)
- 2023 – Glamorous (TV-serie)